# فهرست قنات‌های شهرستان کاشمر
شهرستان کاشمر با نام تاریخی ولایت پُشْت؛ یکی از شهرستان‌های استان خراسان رضوی ایران است که در جنوب‌غربی این استان قرار گرفته است و در سال ۱۳۹۵، این شهرستان تعداد ۱۴۳۶۵۰ نفر جمعیت داشته است.

## فهرست قنات‌ها
فهرست زیر قنات‌های شهرستان کاشمر را نشان می‌دهد و بر اساس آمار وزارت جهاد کشاورزی تهیه شده است.
| ردیف | نام قنات      | موقعیت     | نزدیک‌ترین منطقهٔ مسکونی | طول قنات (متر) | تعداد میله چاه | عمق مادر چاه | دبی (لیتر بر ثانیه) | سطح زیر کشت (هکتار) |
| ---- | ------------- | ---------- | ---------------------- | -------------- | -------------- | ------------ | ------------------- | ------------------- |
| ۱    | اب چکان       | بخش فرح‌دشت | رزق‌آباد                | ۱۰۰            | ۴              | ۱۴           | ۲۰                  | ۷                   |
| ۲    | ابوالقاسمی    | بخش فرح‌دشت | کلاته نای              | ۴۰۰۰           | ۱۲۰            | ۱۵           | ۰                   | ۰                   |
| ۳    | استاد اصغر    | بخش مرکزی  | کلاته استاد اصغر       | ۱۵۰            | ۴              | ۵            | ۱۰                  | ۳                   |
| ۴    | اسحق‌آباد      | بخش مرکزی  | اسحاق‌آباد              | ۳۵۰۰۰          | ۵۰۰            | ۸۵           | ۴۵                  | ۱۰۰                 |
| ۵    | امین‌آباد      | بخش فرح‌دشت | جردوی                  | ۱۵۰۰           | ۴۰             | ۲۰           | ۳                   | ۲                   |
| ۶    | باغ سنگی      | بخش فرح‌دشت | قوچ‌پلنگ                | ۵۰۰            | ۲۰             | ۱۲           | ۲۰                  | ۱۰                  |
| ۷    | باقرآباد      | بخش فرح‌دشت | حاجی رجب               | ۳۰۰            | ۱۲             | ۱۰           | ۵                   | ۱۰                  |
| ۸    | بحرآباد       | بخش مرکزی  | کلاته بحرآباد          | ۱۰۰۰           | ۳۵             | ۳۰           | ۱۵                  | ۵۰                  |
| ۹    | برارآباد      | بخش فرح‌دشت | رزق‌آباد                | ۱۰             | ۱۰             | ۲۰           | ۱۰                  | ۴                   |
| ۰۱   | بهاریه        | بخش فرح‌دشت | بهاریه                 | ۳۰۰۰           | ۳۵             | ۲۶           | ۴۰                  | ۱۰۰                 |
| ۱۱   | بیدک          | بخش فرح‌دشت | رزق‌آباد                | ۱۵۰            | ۷              | ۱۰           | ۱۵                  | ۵                   |
| ۱۲   | تربقانی       | بخش مرکزی  | تربقانی                | ۲۰۰۰۰          | ۴۰۰            | ۱۴۰          | ۳۰                  | ۵۰۰                 |
| ۱۳   | تلخوک         | بخش فرح‌دشت | فرشه                   | ۳۰۰            | ۱۰             | ۸            | ۱۵                  | ۳۰                  |
| ۱۴   | تویک          | بخش فرح‌دشت | قوچ‌پلنگ                | ۱۵۰            | ۸              | ۴            | ۷                   | ۷                   |
| ۱۵   | تک درخت       | بخش مرکزی  | کلاته تک درخت          | ۴۰۰            | ۱۲             | ۴            | ۱۰                  | ۲                   |
| ۱۶   | تک سرو        | بخش فرح‌دشت | نای                    | ۷۰۰            | ۲۶             | ۲۰           | ۱۵                  | ۳۰                  |
| ۱۷   | تیغ سفید      | بخش فرح‌دشت | رزق‌آباد                | ۲۰۰            | ۱۲             | ۱۴           | ۱۲                  | ۷                   |
| ۱۸   | جردوی         | بخش فرح‌دشت | جردوی                  | ۲۴۰۰۰          | ۳۰۰            | ۱۲۰          | ۰                   | ۰                   |
| ۱۹   | حاج علی       | بخش فرح‌دشت | حاجی رجب               | ۱۰۰۰           | ۳۰             | ۵۰           | ۱۵                  | ۲                   |
| ۲۰   | حاجی رجب      | بخش فرح‌دشت | حاجی رجب               | ۱۰۰۰           | ۵۰             | ۷۰           | ۳۰                  | ۵۰                  |
| ۲۱   | حسن‌آباد       | بخش فرح‌دشت | قوچ‌پلنگ                | ۸۰۰            | ۳۰             | ۲۵           | ۰                   | ۰                   |
| ۲۲   | خرگ           | بخش مرکزی  | خرگ                    | ۱۲۰۰۰          | ۱۶۰            | ۱۲۰          | ۹۱                  | ۲۵۰                 |
| ۲۳   | رزق‌آباد       | بخش فرح‌دشت | رزق‌آباد                | ۲۰۰۰۰          | ۳۰۰            | ۱۵۰          | ۱۰۰                 | ۳۷۰                 |
| ۲۴   | زنده جان      | بخش مرکزی  | زنده‌جان                | ۲۴۰۰۰          | ۲۴۵            | ۱۸۰          | ۰                   | ۴۰                  |
| ۲۵   | سرچهل         | بخش فرح‌دشت | فرشه                   | ۳۰۰۰           | ۶۰             | ۲۰           | ۰                   | ۰                   |
| ۲۶   | سلطانیه       | بخش مرکزی  | کاشمر                  | ۱۰۰۰۰          | ۲۰۰۰           | ۴۰           | ۳۰                  | ۳۰۰                 |
| ۲۷   | شادغول        | بخش فرح‌دشت | عارف‌آباد               | ۵۰۰۰           | ۱۲۰            | ۹۰           | ۳۵                  | ۱۰۰                 |
| ۲۸   | شوکتیه        | بخش مرکزی  | شوکتیه                 | ۱۲۰۰۰          | ۳۰۰            | ۵۰           | ۲۰                  | ۲۳                  |
| ۲۹   | صدرآباد       | بخش فرح‌دشت | نای                    | ۱۸۰۰           | ۵۰             | ۷            | ۱۰                  | ۱۰                  |
| ۳۰   | طاهرآباد      | بخش فرح‌دشت | طاهرآباد               | ۷۰۰            | ۴۶             | ۱۲           | ۱۵                  | ۴۰                  |
| ۳۱   | طوقان         | بخش فرح‌دشت | عارف‌آباد               | ۲۲۰۰۰          | ۴۵۰            | ۱۱۰          | ۷۰                  | ۱۰۰                 |
| ۳۲   | عارف‌آباد      | بخش فرح‌دشت | عارف‌آباد               | ۶۰۰۰           | ۱۴۰            | ۱۳۵          | ۲۵                  | ۶۰                  |
| ۳۳   | علی میریعقوب  | بخش مرکزی  | اسحاق‌آباد              | ۳۰۰            | ۱۳             | ۱۰           | ۱۰                  | ۱۰                  |
| ۳۴   | علی‌آباد       | بخش فرح‌دشت | قوچ‌پلنگ                | ۵۰۰            | ۲۰             | ۶            | ۰                   | ۰                   |
| ۳۵   | علی‌آباد معاون | بخش فرح‌دشت | قوچ‌پلنگ                | ۱۵۰۰           | ۵۰             | ۲۰           | ۲۵                  | ۵۰                  |
| ۳۶   | فتح ا         | بخش فرح‌دشت | حاجی رجب               | ۵۰۰            | ۲۰             | ۳۰           | ۱۰                  | ۲۰                  |
| ۳۷   | فخرآباد       | بخش فرح‌دشت | قوچ‌پلنگ                | ۱۳۰۰           | ۵۰             | ۱۵           | ۲۰                  | ۱۵                  |
| ۳۸   | فدافن         | بخش مرکزی  | فدافن                  | ۱۵۰۰۰          | ۲۰۰            | ۸۶           | ۵۵                  | ۱۵۰                 |
| ۳۹   | فرح‌آباد       | بخش فرح‌دشت | قلعه بالا              | ۱۰۰۰۰          | ۲۸۰            | ۱۵۰          | ۶۰                  | ۳۰۰                 |
| ۴۰   | فرشه          | بخش فرح‌دشت | فرشه                   | ۱۰۰۰           | ۴۵             | ۱۵           | ۳۵                  | ۸۰                  |
| ۴۱   | فروتقه        | بخش مرکزی  | فروتقه                 | ۳۰۰۰۰          | ۶۰۰            | ۱۳۵          | ۵۵                  | ۲۷۰                 |
| ۴۲   | فلسطین        | بخش فرح‌دشت | قوچ‌پلنگ                | ۱۰۰۰           | ۳۰             | ۲۰           | ۱۲                  | ۱۵                  |
| ۴۳   | فیض‌آباد       | بخش فرح‌دشت | فرشه                   | ۳۵۰            | ۲۰             | ۸            | ۵                   | ۳۰                  |
| ۴۴   | قاسم‌آباد      | بخش مرکزی  | کلاته قاسم‌آباد         | ۱۲۰            | ۴              | ۴            | ۵                   | ۱                   |
| ۴۵   | قلندرآباد     | بخش فرح‌دشت | فرشه                   | ۴۰۰            | ۲۰             | ۱۰           | ۲۵                  | ۷۰                  |
| ۴۶   | قنات گدار زرد | بخش فرح‌دشت | قوچ‌پلنگ                | ۳۰۰            | ۸              | ۷            | ۵                   | ۲                   |
| ۴۷   | قوچ پلنگ      | بخش فرح‌دشت | قوچ‌پلنگ                | ۱۵۰۰           | ۴۵             | ۱۸           | ۳۰                  | ۳۰                  |
| ۴۸   | قوژد          | بخش مرکزی  | قوژد                   | ۱۳۰۰۰          | ۲۰۰            | ۱۴۰          | ۴۵                  | ۱۲۰                 |
| ۴۹   | محمدآباد      | بخش فرح‌دشت | فرشه                   | ۳۰۰            | ۱۵             | ۳۰           | ۳۰                  | ۳۰                  |
| ۵۰   | مغان          | بخش مرکزی  | مغان                   | ۲۰۰۰۰          | ۲۷۰            | ۱۷۰          | ۲۵                  | ۷۰                  |
| ۵۱   | ممرآباد       | بخش مرکزی  | ممرآباد                | ۳۰۰۰۰          | ۳۵۰            | ۱۷۰          | ۰                   | ۰                   |
| ۵۲   | نای           | بخش فرح‌دشت | نای                    | ۸۰۰            | ۲۴             | ۱۸           | ۱۰                  | ۷۰                  |
| ۵۳   | کاظم‌آباد      | بخش فرح‌دشت | قوچ‌پلنگ                | ۲۵۰            | ۱۰             | ۱۰           | ۰                   | ۰                   |
| ۵۴   | کال آسیاه     | بخش فرح‌دشت | رزق‌آباد                | ۱۵۰            | ۱۰             | ۱۵           | ۱۰                  | ۴                   |
| ۵۵   | کلاته بختیاری | بخش فرح‌دشت | رزق‌آباد                | ۶۰۰۰           | ۱۱۰            | ۵۶           | ۳۱                  | ۱۵۰                 |
| ۵۶   | کلاته بزی     | بخش مرکزی  | کلاته بزی              | ۱۵۰            | ۷              | ۵            | ۵                   | ۲                   |
| ۵۷   | کلاته حبشی    | بخش مرکزی  | کسرنیه                 | ۱۰۰            | ۵              | ۶            | ۴                   | ۵                   |
| ۵۸   | کلاته زنگول   | بخش فرح‌دشت | فرشه                   | ۲۰۰            | ۱۰             | ۶            | ۱۵                  | ۳۵                  |
| ۵۹   | کلاته شهرداری | بخش مرکزی  | کلاته شهرداری          | ۱۵۰            | ۶              | ۴            | ۵                   | ۱                   |
| ۶۰   | کلاته شور     | بخش فرح‌دشت | عارف‌آباد               | ۱۰۰۰           | ۵۵             | ۱۰           | ۱۵                  | ۵                   |
| ۶۱   | کلاته مزار    | بخش فرح‌دشت | قوچ‌پلنگ                | ۳۰۰            | ۱۰             | ۱۴           | ۱۲                  | ۶                   |
| ۶۲   | کلاته نای     | بخش فرح‌دشت | کلاته نای              | ۱۵۰۰           | ۴۰             | ۱۰           | ۱۵                  | ۳۰                  |
| ۶۳   | گورنگن        | بخش مرکزی  | کلاته گورنگن           | ۱۵۰۰           | ۳۰             | ۳۰           | ۱۵                  | ۵۰                  |